# All's Well, Ends Well 2020
Pour plus de détails, voir Fiche technique et Distribution.
All's Well, Ends Well 2020 (家有囍事2020, Ga yau hei si 2020) est une comédie hongkongaise co-écrite, produite et réalisée par Raymond Wong et sortie en 2020 à Hong Kong.
C'est le huitième volet de la série des All's Well, Ends Well après All's Well, Ends Well 2012.

## Synopsis
Les frères Yau font équipe avec d'autres escrocs, les sœurs Lui, pour arnaquer un chef de la mafia.

## Fiche technique
- Titre original : 家有囍事2020
- Titre international : All's Well, Ends Well 2020
- Réalisation : Raymond Wong
- Scénario : Raymond Wong et Edmond Wong
- Montage : Chau Kai-pong
- Production : Raymond Wong
- Pays d'origine :  Hong Kong
- Langue originale : cantonais
- Format : couleur
- Genre : comédie
- Durée : 98 minutes
- Dates de sortie :
  - Hong Kong, Macao et Singapour : 25 janvier 2020

## Distribution
- Dada Chan : Lui Mung-lo
- Chrissie Chau (en)
- Julian Cheung
- Louis Cheung
- Adam Pak : Don
- Patrick Tam : Tam Tai-ngok
- Raymond Wong